# European Computer Trade Show
European Computer Trade Show, ofta förkortat ECTS var en årligen återkommande handelsmässa för den europeiska datorspelsindustrin. Den pågick årligen mellan 1989 och 2004.
Utställningen var bara öppen för verksamma inom branschen och journalister.
ECTS hölls mot slutet av augusti eller början av september. Sedan 2002 hölls mässan i Earls Court Exhibition Centre i London. Tidigare mässor hölls i ExCel Exhibition Centre och i den stora hallen i Olympia, båda dessa också i London.
Från 2001 till 2004 hölls Game Developers Conference Europe samtidigt som ECTS. Till skillnad från ECTS som var mer fokuserat mot journalister, innehöll GDCE diskussioner om spelutveckling och var riktat mot spelutvecklare. År 2004 flyttades GDCE till att pågå samtidigt som Game Stars Live.
I april 2005 meddelade CMP Media, som organiserat mässan, att den skulle upphöra efter att ha pågått i 17 år.

## Tillfällen
| År   | Datum           | Plats                         |
| ---- | --------------- | ----------------------------- |
| 1989 | 16-18 april     | Business Design Centre        |
| 1990 | 1-3 april       | Business Design Centre        |
| 1991 | 14-16 april     | Business Design Centre        |
| 1992 | 12-14 april     | Business Design Centre        |
|      | 6-8 september   | Business Design Centre        |
| 1993 | 4-6 april       | Business Design Centre        |
|      | 5-7 september   | Business Design Centre        |
| 1994 | 10-12 april     | Business Design Centre        |
|      | 4-6 september   | Business Design Centre        |
| 1995 | 26-28 mars      | Olympia                       |
|      | 10-12 september | Olympia                       |
| 1996 | 14-16 april     | Olympia                       |
|      | 9-10 september  | Olympia                       |
| 1997 | 7-9 september   | Olympia                       |
| 1998 | 6-8 september   | Olympia                       |
| 1999 | 5-7 september   | Olympia                       |
| 2000 | 3-5 september   | Olympia                       |
| 2001 | 2-4 september   | ExCeL                         |
| 2002 | 29-31 augusti   | Earls Court Exhibition Centre |
| 2003 | 27-29 augusti   | Earls Court Exhibition Centre |
| 2004 | 1-3 september   | Earls Court Exhibition Centre |